# Francesc Mestres i Angla

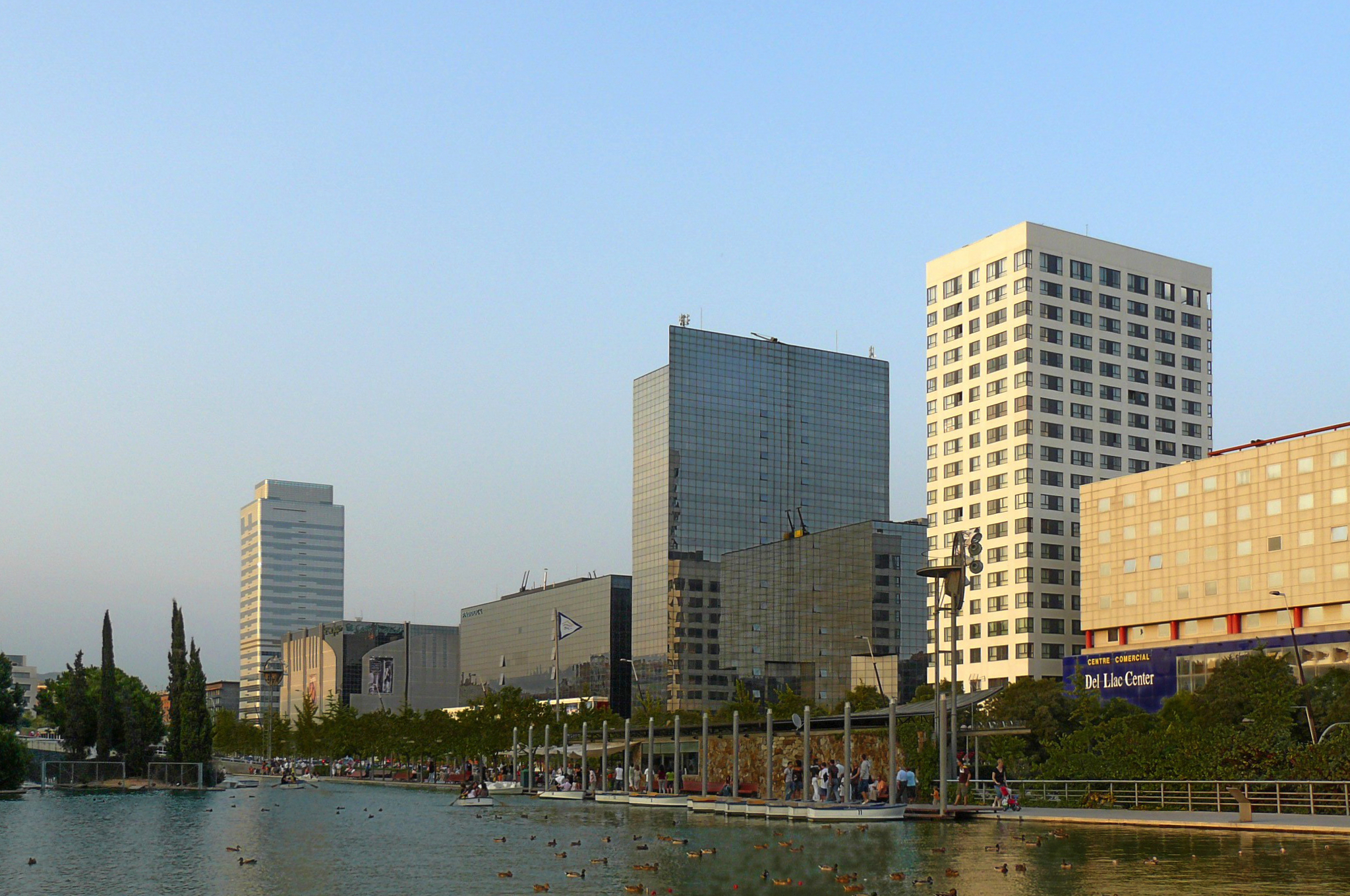
L'Eix Macià de Sabadell, un dels seus projectes més destacats de la dècada de 1990

Francesc Mestres i Angla, conegut com a Quico Mestres (Manresa, 17 de juliol de 1948 - Manresa, 18 de maig de 2013) fou un arquitecte i urbanista català.
Va néixer al carrer del Born de Manresa, fill d'un pintor igual que el seu avi, que va ser un artesà de la pintura. La seva mare provenia de l'Angla, una masia de Navarcles. Amb ell, són cinc germans: Lluís, Montse, Jordi i Jaume. Va anar al parvulari dels Infants i després a La Salle del carrer dels Esquilets, on va cursar el batxillerat elemental. Després va anar a l'institut Lluís de Peguera de Manresa on va fer el batxillerat superior. L'any 1968 va entrar a l'Escola Superior d'Arquitectura de Barcelona.
Militant de Bandera Roja, que es va integrar al PSUC, va començar la seva carrera professional com a urbanista a Manresa, on destaca la redacció del Pla General de Manresa, que va realitzar entre 1975 i 1981. En aquesta etapa també va col·laborar en l'elaboració d'altres plans urbanístics de les rodalies de Manresa en col·laboració amb Lluís Cantallops, del departament d'urbanisme de la Generalitat de Catalunya. Durant els anys 1990 va treballar a Sabadell, on va participar en la redacció del Pla General d'Ordenació del municipi de 1992, que implicaria la realització d'espais emblemàtics com l'Eix Macià, el Parc Catalunya i el Pla de recuperació del Centre, i al final de la seva carrera va tornar a treballar a l'àrea d'Urbanisme de l'ajuntament de Manresa.
El 26 d'octubre de 2013 es va fer un acte de reconeixement a la figura de l'arquitecte-urbanista Francesc Mestres Angla a Sabadel Arxivat 2016-04-24 a Wayback Machine.l i el 29 de març de 2014 va tenir lloc un nou acte, en aquest cas, amb una visita a Manresa on es va fer un recorregut pel llegat professional de Mestres a la seva ciutat Arxivat 2016-04-24 a Wayback Machine..

## Publicacions
- Mestres i Angla, Francesc; Recasens i Guitart, Josefina «L'urbanisme a Manresa a partir del Pla General de 1981». El Pou de la Gallina, núm. 2, 1987, pàg. 10-12.
- Mestres i Angla, Francesc (Quico). Petits poemes de records fugissers (pdf), 2013, p. 65 p.. Arxivat 2016-04-23 a Wayback Machine.